# Partido Pangu
O Partido Pangu é um partido político da Papua-Nova Guiné. Nas últimas eleições legislativas, 15 a 29 de Junho de 2002. É liderado por Chris Haiveta. Foi fundado em 1968 pelo posteriormente Primeiro-Ministro Michael Somare, que foi substituído depois por Rabbie Namaliu. Somare é agora líder do Partido da Aliança Nacional.